# 풍산초등학교 (경기)
풍산초등학교는 대한민국 경기도 고양시 일산동구에 있는 공립 초등학교이다.

## 학교 연혁
- 2002년 3월 1일 초대 장근덕 교장 부임
- 2002년 3월 2일 개교
- 2002년 3월 2일 24학급 편성
- 2003년 2월 19일 제 1회 졸업식
- 2005년 2월 18일 제 3회 졸업식
- 2005년 3월 2일 25학급 편성
- 2006년 2월 17일 제 4회 졸업식
- 2006년 3월 2일 27학급 편성
- 2007년 2월 14일 제 5회 졸업식
- 2007년 3월 1일 39학급 편성
- 2007년 3월 1일 제 2대 심재곤 교장 부임
- 2008년 2월 15일 제 6회 졸업식
- 2008년 3월 1일 44학급 편성
- 2009년 2월 15일 제 7회 졸업식
- 2009년 3월 1일 제 3대 윤석중 교장 부임
- 2009년 3월 1일 47학급 편성
- 2010년 1월 1일 2010-2014 경인교대 교생실습 시범학교 지정
- 2010년 2월 10일 제 8회 졸업식
- 2011년 2월 11일 제 9회 졸업식
- 2011년 3월 1일 제 4대 김다열 교장 부임
- 2011년 3월 1일 48학급 편성
- 2012년 2월 6일 제 10회 졸업식
- 2012년 3월 1일 46학급 편성
- 2013년 2월 15일 제 11회 졸업식
- 2013년 3월 1일 46학급 편성
- 2014년 2월 14일 제 12회 졸업식
- 2014년 3월 1일 45학급 편성
- 2015년 2월 16일 제 13회 졸업식
- 2015년 3월 2일 43학급 편성
- 2015년 3월 12일 44학급 편성
- 2016년 2월 16일 제 14회 졸업식
- 2016년 3월 2일 42학급 편성
- 2017년 2월 14일 제 15회 졸업식
- 2017년 3월 2일 42학급 편성
- 2018년 2월 제 16회 졸업식